# Chapins bergtimalia
Chapins bergtimalia (Turdoides chapini synoniem: Kupeornis chapini) is een zangvogel uit de familie Leiothrichidae. Deze vogel is genoemd naar de Amerikaanse ornitholoog James Chapin.

## Verspreiding en leefgebied
Deze soort komt voor in de oostelijk Congo-Kinshasa en telt drie ondersoorten:
- T. c. chapini: van het Albertmeer tot het Edwardmeer.
- T. c. nyombensis: Mount Nyombe.
- T. c. kalindei: westelijk van het Tanganyikameer.

## Status
De grootte van de populatie is niet gekwantificeerd maar de soort wordt omschreven als vrij zeldzaam. Op de Rode lijst van de IUCN heeft deze soort de status niet bedreigd.